# Товарищество Городищенской суконной фабрики Четверикова
Товарищество Городищенской суконной фабрики Четверикова — текстильное предприятие Российской империи.

## История
С 1831 года вблизи сельца Городищи на реке Клязьме работала сукновальная мельница, которую приобрёл Иван Васильевич Четвериков (происходил из мещан города Перемышля Калужской губернии), позже его семейством здесь же была построена суконная фабрика. 
К 1812 году Иван Васильевич считался видным суконным торговцем Москвы, занимая под свою торговлю лавки в суконном ряду — Верхних торговых рядах. Во время Отечественной войны 1812 года, когда к Москве приближались французские войска, он не верил, что Москва будет захвачена и не увозил свои товары. Когда Наполеон занял Москву, его товар частью был разграблен, а частью погиб во время пожара. Почти всё добро Четверикова, но он нашел силы восстановить утраченное состояние.
Решив создать собственную фабрику, он выстроил для прядильного, сукновального и промывного отделений деревянный 2-этажный корпус с двумя мельничными колесами,  деревянный одноэтажный чистильный корпус, контору с каменным подвальным этажом, а также каменный 4-этажный корпус, в котором внизу помещался пресс, а на остальных трех этажах — ручные ткацкие станы. В 1840-х годах, когда Иван Васильевич находился в преклонном возрасте, управление фабрикой и торговлей взял на себя его младший сын Николай Иванович (старший сын — Дмитрий Иванович, имел свою самостоятельную торговлю). Николай Иванович не особенно вникал в дело и не допускал к нему своих младших братьев — Ивана Ивановича и Семёна Ивановича. Он открыл в конце 1840-х годов в Тифлисе свою собственную оптовую торговлю, за которой следить не смог, это его кавказское отделение обанкротилась и окончательно было закрыто в 1851 году за три года да кончины Николая Ивановича.
После смерти Николая Ивановича Четверикова в дело вступили оба остальные его брата: Иван Иванович принял на себя главное руководство, оставаясь в Москве, а  Семён Иванович жил в Городище и работал на фабрике директором. Придя в себя после потерь от деятельности в Тифлисе, братья набрали капитал для постройки главного каменного четырехэтажного корпуса (внутри него оставался работающий деревянный корпус), в котором была установлена паровая машина в 30 сил. Семён Иванович управлял фабрикой неэффективно, а Иван Иванович много времени уделял общественным делам в Москве (в частности, он был выбран почетным мировым судьей города). Поэтому в 1869 году Иван Иванович Четвериков прислал на фабрику для изучения суконного производства своего сына — Сергея Ивановича. В это время руководил фабрикой Николай Егорович Иванов, бывший служащий фабричной конторы.
После скоропостижной смерти отца на фабрике Сергей Иванович в возрасте  21 года принял в 1871 году её дела. Вернее, огромные долги, оставленные отцом. «Я поставил себе твердую жизненную задачу, не покладая рук, работать до тех пор, пока последняя копейка долга отца не будет заплачена», - написал он в своих воспоминаниях.
Фабрике требовалась модернизация с ликвидацией ручного труда, чтобы наладить выпуск тканей, соответствующих потребительскому спросу. Для реструктуризации долгов и привлечения средств на развитие Сергей Иванович пригласил на помощь мужа старшей сестры Марии Ивановны — Степана Алексеевича Протопопова и Торговый дом «Владимир Алексеев» в лице его представителей — Александра Владимировича и Семёна Владимировича Алексеевых. В результате этого было образовано «Товарищество Городищенской суконной фабрики Четверикова».
Фабрика была принята в Товарищество за 260 000 рублей. Под залог паёв на эту сумму Четвериков получил кредит в Московском Купеческом банке на 10 лет.
Почти полвека предприятие возглавлял Сергей Иванович Четвериков, который многое сделал как для технического усовершенствования фабрики, так и для улучшения условий труда и быта рабочих. Четвериковское сукно было в свое время широко известно во всей России, а сам Сергей Иванович пользовался в среде московских промышленников безукоризненной репутацией, являясь неким эталоном предпринимателя. Помощь и поддержку он получил от своего брата Дмитрия Ивановича и жены Марии Александровны, которая после смерти своего отца перевела свой наследственный капитал из Торгового дома «Владимир Алексеев» в «Товарищество суконной фабрики Четверикова». Интересно, что Сергей и Дмитрий Четвериковы были женаты на родных сестрах — Марии и Александре Алексеевых, дочерях известного московского купца-предпринимателя Александра Владимировича Алексеева.
После Октябрьской революции, в 1918 году, Городищенская фабрика была национализирована. В годы Гражданской войны, с 1921 года, она была  переименована в тонкосуконную фабрику им. Я. М. Свердлова, а сельцо Городищи — в поселок Свердловский (ныне Щёлковского района Московской области).
- Четвериковы
- Иван Васильевич Четвериков 
(1775—1852)
- Иван Иванович Четвериков
 (1817—1871)
- Сергей Иванович Четвериков
 (1850—1929)
- Дмитрий Иванович Четвериков
 (1858—1910)
- Мария Александровна Четверикова
 (1855—1935)